# مارلبورو (نيويورك)
مارلبورو (بالإنجليزية: Marlborough, New York)‏ هي بلدة أمريكية تقع في الولايات المتحدة في مقاطعة أولستر، نيويورك. يقدر عدد سكانها بـ 8,808 نسمة ومساحتها 68.6 كم2 وترتفع عن سطح البحر 157 متر.